# Jeux de massacre
Jeux de massacre est une pièce de théâtre d'Eugène Ionesco  représentée pour la première fois en français le 11 septembre 1970 au Théâtre Montparnasse dans une mise en scène de Jorge Lavelli.

## Genèse de la pièce
Inspirée du Journal de l'Année de la Peste de Daniel Defoe, la pièce s'est d'abord appelée L'Épidémie. Elle a été  représentée pour la première fois en allemand, au Théâtre de Düsseldorf en janvier 1970, sous le titre Triomphe de la mort.

## Résumé
Un mal étrange et inconnu s'abat sur une petite ville banale, tout le monde meurt ou a peur de mourir. Dès lors, toutes les classes de la société se croisent et s'évitent, craignant la contamination...

## Distribution à la création
Par ordre d'entrée en scène (Chaque interprète joue plusieurs rôles):
- Lucie Arnold : Katia, ménagère, docteur, anthropophage et victime
- Maïa Simon : Lucienne, ménagère, la jeune fille, anthropophage et victime
- Claude Génia : La vieille, ménagère, servante, infirmière, anthropophage et victime
- Michèle Loubet : Ménagère, domestique, servante, infirmière, docteur, anthropophage et victime
- Liliane Rovère : L'infirmière, ménagère, passante, Jeanne, anthropophage et victime
- Zouc : Passante, ménagère, anthropophage et victime

- Paulette Frantz : Ménagère, domestique, docteur, anthropophage et victime

- Josine Comellas : La mère, ménagère, l'infirmière, anthropophage et victime
- André Thorent : Émile, homme de la rue, le maître de maison, l'officier, deuxième orateur, le voyageur, anthropophage et victime
- Philippe Mercier : Le médecin, homme de la rue, agent, anthropophage et victime
- Alain Janey : Jacques, domestique, le geôlier, premier orateur, vieillard, croquemort, anthropophage et victime
- Dominique Bernard : Le livreur, domestique, docteur, homme de la rue, croquemort, anthropophage et victime
- Raymond Jourdan : Le bourgeois, le fonctionnaire, homme de la rue, agent, anthropophage et victime
- François Viaur : Alexandre, prisonnier, docteur, homme de la rue, agent, anthropophage et victime
- André Julien : Pierre, homme de la rue, vieillard, le vieux, anthropophage et victime
- Gilles Guillot: Lucien, prisonnier, homme de la rue, le jeune homme, croquemort, anthropophage et victime
- André Cazalas : La mort

## Adaptations françaises
- 1970 : mise en scène Jorge Lavelli, Théâtre Montparnasse[3]
- 2003 : mise en scène Jean-Claude Delagneau, Théâtre d'Auxerre[4]
- 2006 : mise en scène Philippe Adrien, Conservatoire national supérieur d'art dramatique[5]
- 2010 : mise en scène Eric J. St-Jean, Théâtre Denise Pelletier[6]
- 2014 : mise en scène Ismaël Tifouche Nieto, Théâtre 13[7]
- 2014 : mise en scène Hervé Van Der Meulen, Studio Théâtre d'Asnières-sur-Seine[8]
- 2018 : mise en scène Agnès Yobregat, compagnie Mécanica théâtre [Colisée Anglet]

## Liste des références
1. ↑  « Programmes originaux », sur La régie théâtrale
2. ↑  (en) « Transmettre la peste, de Defoe à Ionesco », sur Taylor and Francis online
3. ↑  « Spectacle : Jeux de massacre », sur data BnF
4. ↑  « Jeux de Massacre », sur Cnt.fr
5. ↑  « Jeux de massacre », sur Les Archives du Spectacle
6. ↑  Bertrand Breuque, « «Jeux de massacre» d’Eugène Ionesco, présenté au Théâtre Denise-Pelletier dès le 27 octobre », patwhite.com,‎ 12 octobre 2010
7. ↑  « Jeux de massacre », sur theatre-contemporain.net
8. ↑  « Jeux de massacre », sur Les Archives du spectacle